# محمد سعيد حسب النبي
محمد سعيد حسب النبي هو كاتب وأستاذ جامعي مصري حصل على درجة الدكتوراه عام 2006 من كلية التربية بجامعة المنصورة في مجال المناهج وطرق تدريس اللغة العربية، وكانت أطروحته لنيل درجة الدكتوراه بعنوان «فعالية إستراتيجية النجاح للجميع في تعليم القراءة للمبتدئين»، شغل منصب عميد كلية الآداب والعلوم الاجتماعية، ورئيس قسم التربية في جامعة الحصن بإمارة أبوظبي في دولة الإمارات العربية المتحدة، وهو عضو اتحاد كتاب وأدباء الإمارات وعضو المجلس الدولي للغة العربية، وعضو جمعية حماة اللغة العربية بالقاهرة، وجمعية حماية اللغة العربية بإمارة الشارقة، وعضو المشروع العربي التربوي الشامل «التنال العربي» لتعزيز مكانة اللغة العربية، وعضو جمعية المترجمين واللغويين المصريين، بالإضافة إلى عضوية عدد من الجمعيات الأخرى، كما شارك في وضع معايير اللغة العربية التابعة لمشروع المعايير القومية للتعليم في مصر عام 2004. إضافة إلى العديد من اللقاءات التلفزيونية في تلفزيون أبوظبي، واللقاءات الإذاعية في إذاعة صوت العرب المصرية.

## كتاباته ومؤلفاته
ألف الدكتور محمد سعيد حسب النبي العديد من الكتب، ونشر له عدد من الأبحاث في اللغة العربية، والأدب، والتعليم، كما كتب الكثير من المقالات في بعض الصحف المصريّة والعربية مثل جريدة اليوم السابع المصرية، وصحيفة اللغة العربية.
وصحيفة وطني السعودية، وجريدة عالم الثقافة بسلطنة عمان، وجريدة الوطن بدولة الإمارات العربية المتحدة.
ومن أهم مؤلفاته:
- إستراتيجية النجاح للجميع (لتعليم القراءة للمبتدئين الصغار والكبار): صدر عام 2006 عن مكتبة الأنجلو المصرية بالقاهرة.[5]
- المهارات الأساسية في الكتابة العربية: صدر عام 2010 عن دار صفصافة للنشر بالجيزة.[6]
- تدريس أدب الأطفال: صدر عام 2010 عن دار صفصافة للنشر.[7]
- التفكير والتعليم: صدر عن دار إقرأني للنشر بأبو ظبي عام 2013.[8]
- التربية العملية الميدانية: صدر عن دار صفصافة للنشر بالجيزة.[9]
- الإعجاز في القرآن: صدر عن دار الآفاق المشرقة بالشارقة عام 2015.
- سلسلة ملامح التربوية: صدر عن مركز القارئ العربي بالشارقة عام 2016.
- الذكاءات المتعددة وتخطيط مسارات الحياة: صدر عن مركز القارئ العربي بالشارقة عام 2016.
- مهارات الاتصال والتواصل في اللغة العربية: صدر عن مركز القارئ العربي بالشارقة عام 2018

## التكريم
حظي الدكتور محمد سعيد حسب النبي بالتكريم من جهات محلية وعربية عديدة مثل مركز سلطان للثقافة والإعلام، ومؤسسة التنمية الأسرية بأبوظبي، وجمعية حماية اللغة العربية بالشارقة، وغيرها من المؤسسات في دولة الإمارات العربية المتحدة. كما تم تكريمه بالمملكة المغربية في مهرجان العيون للشعر العالمي عام 2016، ومن خيمة الفكر والإبداع بمدينة فاس عام 2018. كما تم تكريمه في مهرجان المرأة العربية للإبداع في دورته الخامسة بالقاهرة عام 2020.